# 雷韻祺
雷韻祺，中國網絡紅人，拍攝化妝片段到網上分享心得。

## 代言生涯
雷韻祺於微信上擁有200萬以上的關注，慢慢地獲得品牌青睞。早在2017年與超過兩百個品牌合作，美容類別的品牌佔超過60%，成為了L'Oreal集團，P&G集團，Estée Lauder集團等行內龍頭大品牌投放最多資源的網紅之一。被稱為內地第一美容網紅的化妝師。